# تکیه (باکو)
تیکه (به ترکی آذربایجانی: Təkiyə) یک [مسجد] تکیه مثل دارای اهمیت ملی می‌باشد، که در قسمت شهر قدیمی باکو واقع است.

## تاریخجهٔ آثار
این اثر باستانی در قرن ۱۳ میلادی بنا شد. ابتدا به عنوان مسجد محله ای و بعدها به عنوان مدرسه قعالیت می‌کرده‌است. در سال ۱۹۶۷، کاوش‌های باستان‌شناسی‌ای در دورتادور اثر انجام گرفت. در سال‌های ۱۹۷۰م. نیز تکیه مورد بازسازی قرار گرفت.

## ویژگی‌های معماری
نمای بنا مشرف بر سمت جنوب، یعنی قلعهٔ دحتر است. طرح تکیه‌ای واجد یک اتاق و تالار عبادت پوشانیده شده با سیستم قبه پله‌دار می‌باشد. این نیز زیبایی غیرعادی به نمای درونی ساختمان به ارمغان آورده‌است.

## نگارخانه

نماهایی گوناگون از تکیه
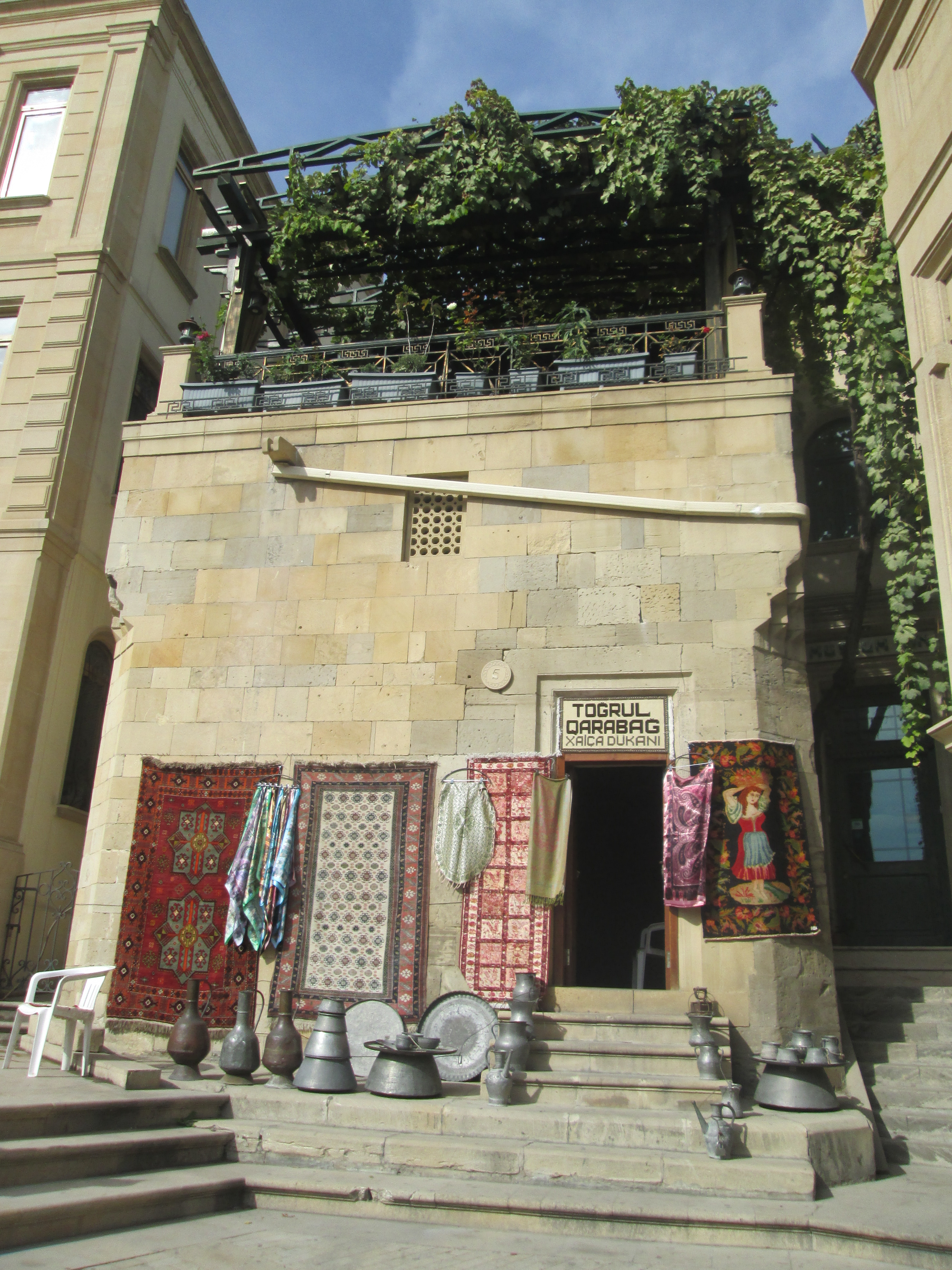
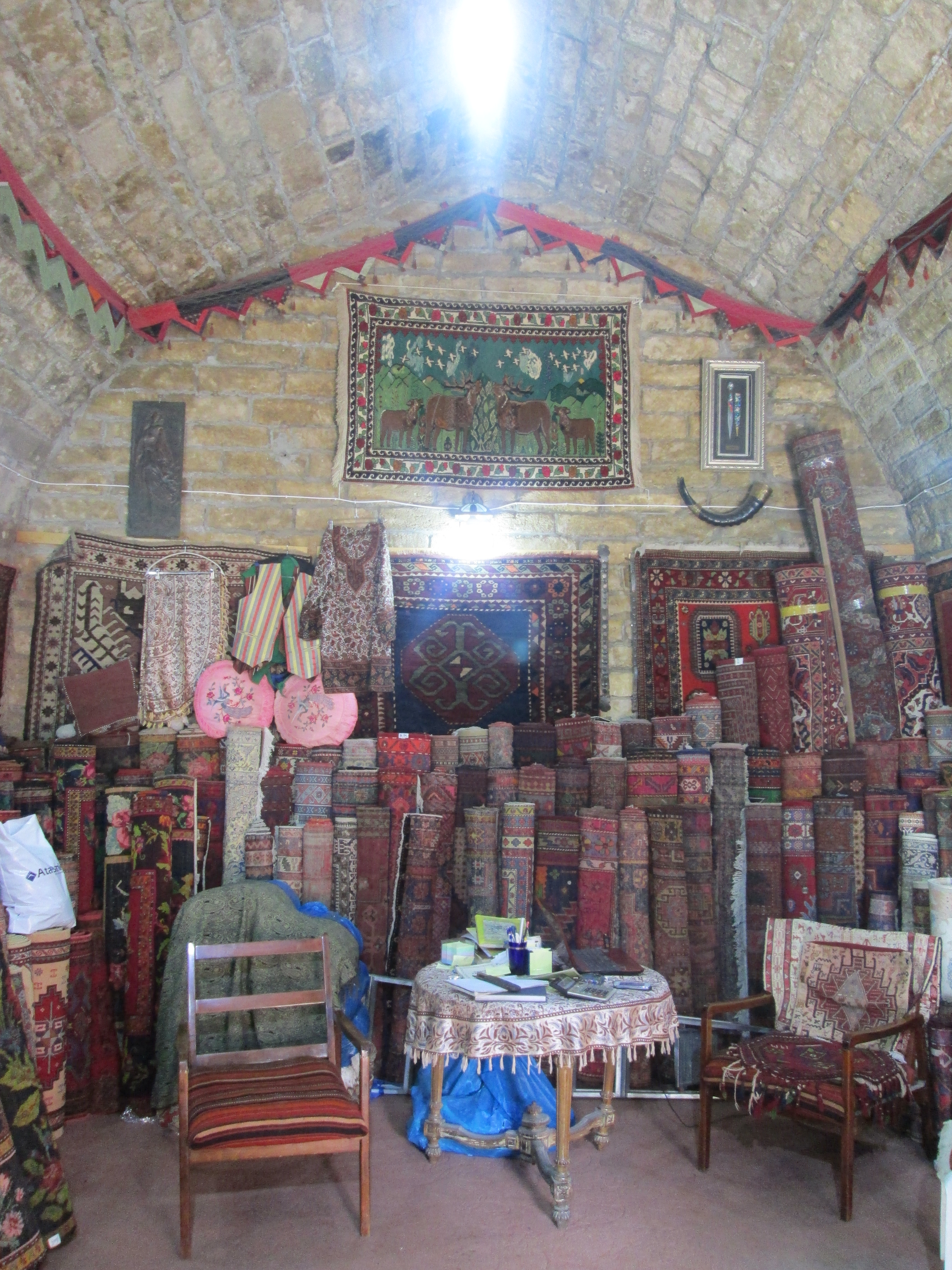
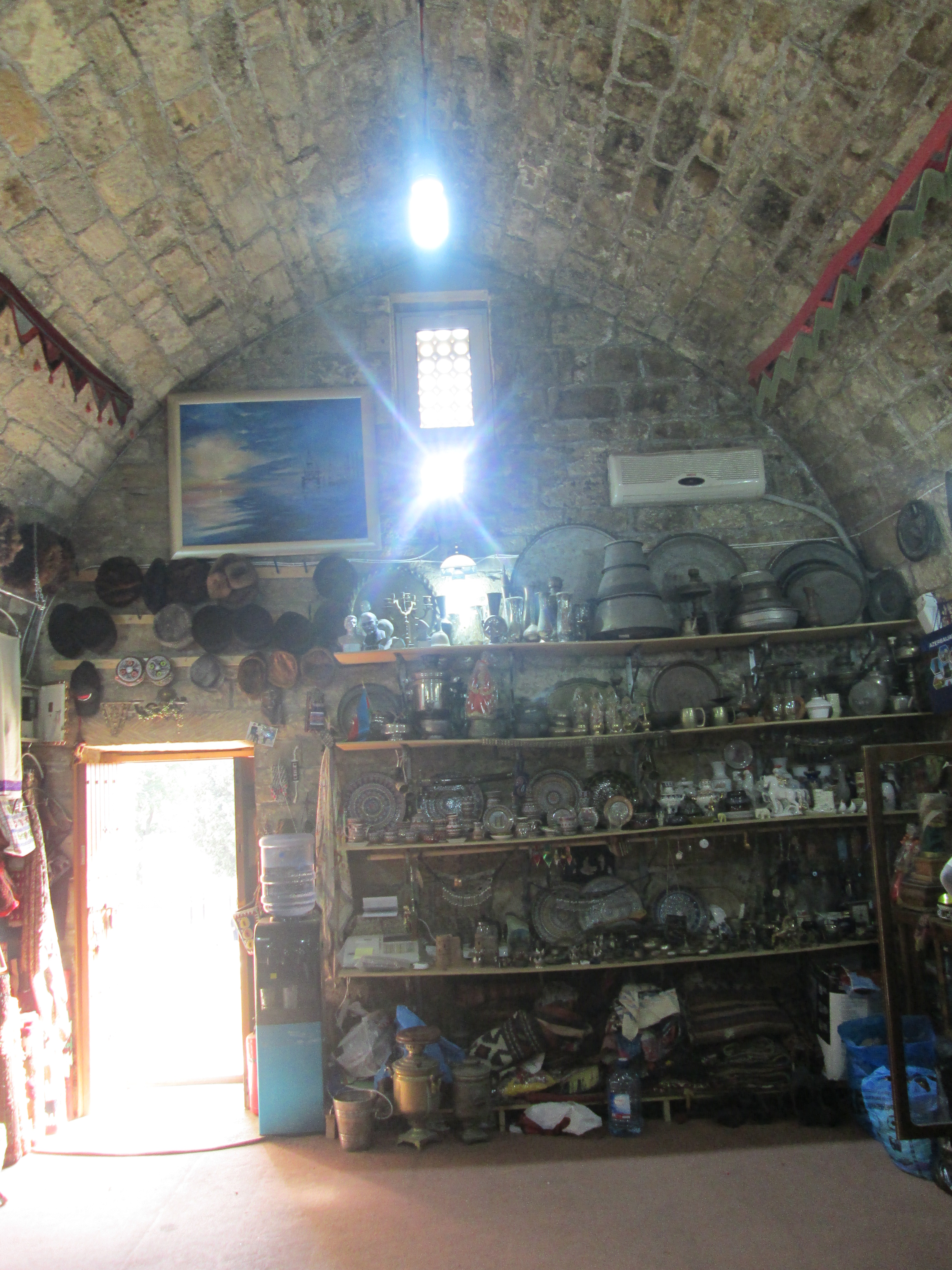